# NGC 7046
NGC 7046 é uma galáxia espiral barrada (SBc) localizada na direcção da constelação de Equuleus. Possui uma declinação de +02° 50' 04" e uma ascensão recta de 21 horas, 14 minutos e 56,0 segundos.
A galáxia NGC 7046 foi descoberta em 10 de Outubro de 1790 por William Herschel.